# Karl Klasen

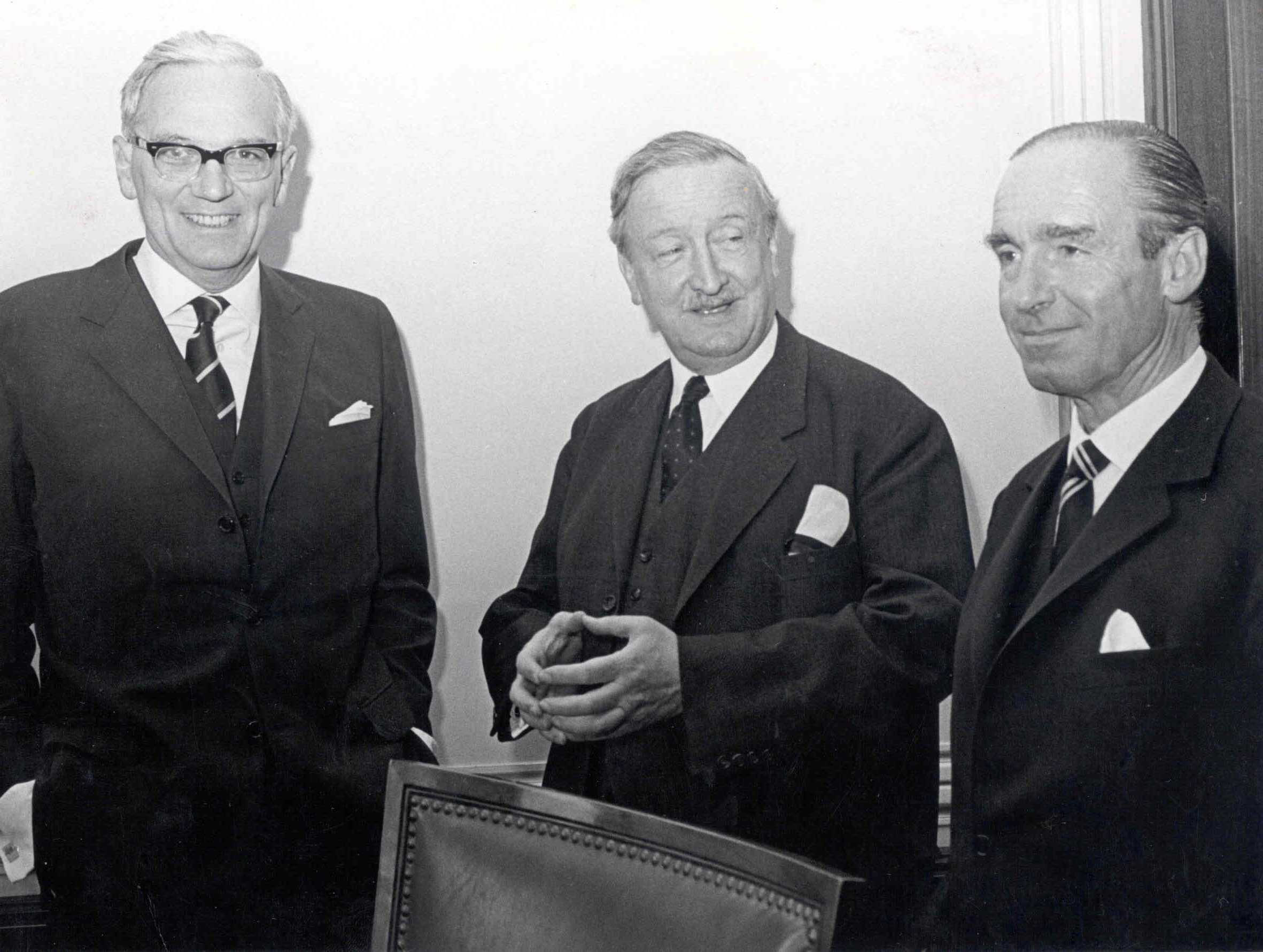
Hermann Josef Abs mit seinen Sprechernachfolgern Karl Klasen (l.) und Franz Heinrich Ulrich (r.) am 12. April 1967

Karl Klasen (* 23. April 1909 in Hamburg; † 22. April 1991 ebenda) war ein deutscher Jurist und von 1970 bis 1977 Präsident der Deutschen Bundesbank.

## Leben

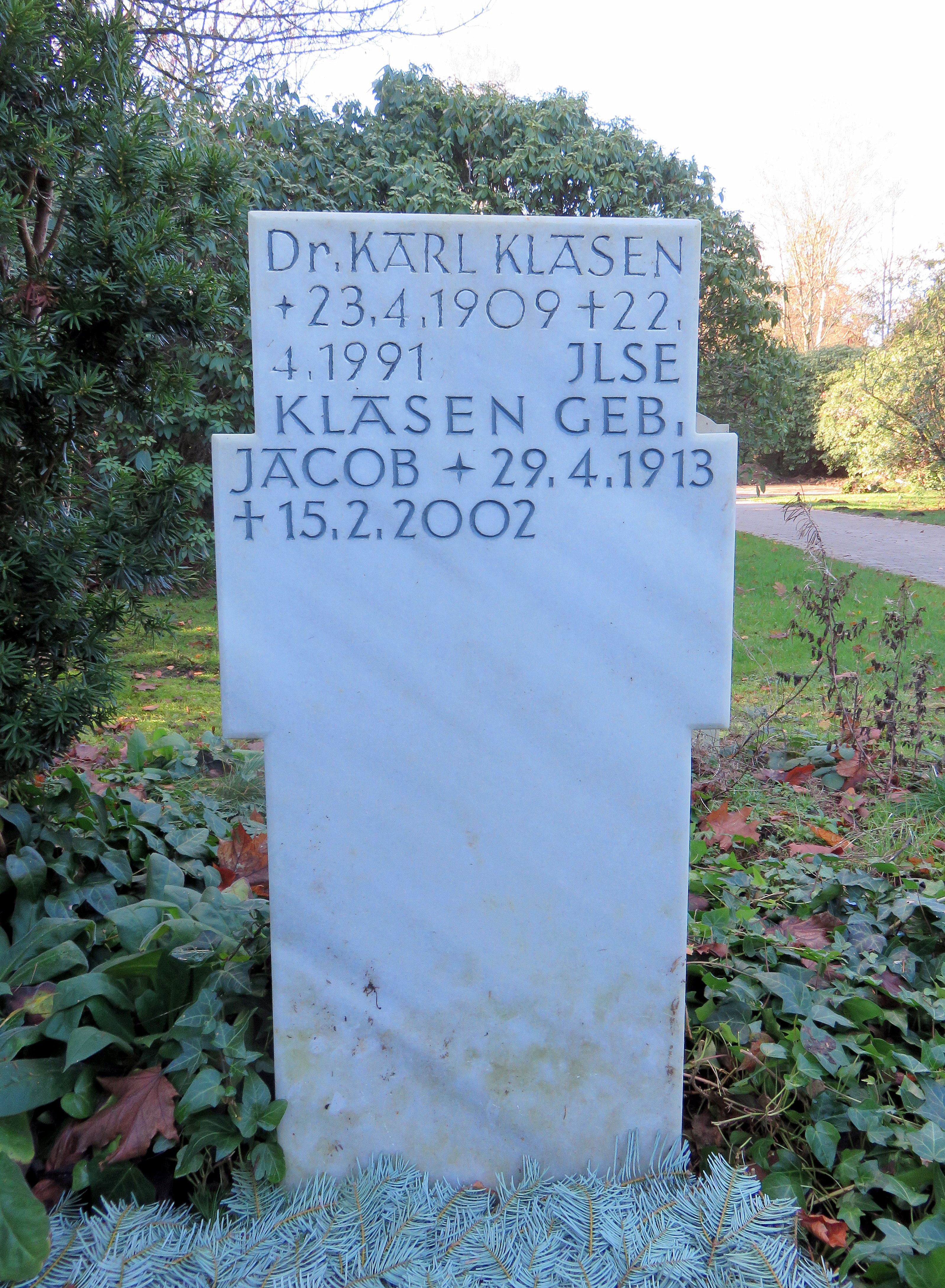
Grabstein Karl Klasen auf dem Friedhof Ohlsdorf

Karl Klasen entstammte einer Hamburger Familie. Er besuchte von 1920 bis 1928 die Oberrealschule vor dem Holstentor in der Hamburger Neustadt bis zum Abitur. Sein anschließendes Studium der Rechtswissenschaften schloss er 1933 mit der Promotion ab. Seit 1931 war er Mitglied der SPD, der er bis zu seinem Tod angehörte. Nach dem Studium fand er eine Anstellung als Justiziar bei der Deutschen Bank in Hamburg. 1943 wurde er zum Kriegsdienst in die Wehrmacht eingezogen, aus der er Anfang 1945 entlassen wurde. 
Im April 1946 wurde er für eine Wahlperiode Präsident der Hamburger Landeszentralbank. Von 1957 bis 1969 war Klasen Mitglied im Vorstand der Deutschen Bank, dessen Sprecher er von 1967 bis 1969 zusammen mit Franz Heinrich Ulrich war. Am 1. Januar 1970 trat er als Nachfolger von Karl Blessing das Amt des Präsidenten der Deutschen Bundesbank an; dieses hatte er bis Mitte 1977 inne. Sein Nachfolger wurde sein langjähriger Stellvertreter Otmar Emminger.
Nach dem Ausscheiden aus der Bundesbank war Karl Klasen von 1978 bis 1984 Aufsichtsratsmitglied der Deutschen Bank.
Karl Klasens Grabstätte befindet sich auf dem Hauptfriedhof Ohlsdorf in Hamburg im Planquadrat Bo 61 nordwestlich von Kapelle 13.
Zur Erinnerung an seinen Vater stiftete Kai-Jacob Klasen 1992 den Karl-Klasen-Journalistenpreis.

## Ehrungen
- 1974: Großes Verdienstkreuz mit Stern und Schulterband der Bundesrepublik Deutschland
- 1977: Großkreuz der Bundesrepublik Deutschland

## Zitate über Klasen
- 1991: „Klasen stand an der Spitze der Deutschen Bundesbank in jenen stürmischen siebziger Jahren, in denen Dollarkrisen die Welt erschütterten, das Währungssystem von Bretton Woods auseinanderfiel, die Ölkrise ausbrach und Inflationsschübe die Geldwertstabilität unterspülten. Er hat in seiner Amtszeit von 1970 bis 1977, unterstützt von dem damaligen Vizepräsidenten und seinem späteren Nachfolger Otmar Emminger, die Bundesrepublik als Hort der Stabilität erhalten und mancherlei Gefahren widerstanden.“ (Frankfurter Allgemeine Zeitung, 24. April 1991)

- 1991: „Because the Bundesbank is constitutionally independent of the government, its president is endowed with considerably more authority than his central bank counterparts in other countries. Klasen exercised this authority famously in 1972 when he persuaded the West German cabinet, against the advice of Karl Schiller, to … ensure the parity of the Deutschmark with the dollar. The showdown resulted in Dr Schiller’s resignation and established Klasen as a national personality.“ (The Times, 26. April 1991)

- 1991: „Karl Klasen hat die Bundesbank nie nur als Währungsbehörde betrachtet, sondern immer auch als Teil der banking community, wie hätte es bei seinem Werdegang auch anders sein können … .“ (Die Zeit, 26. April 1991)

- 1991: „Bei all dem konnte Klasen in seinem Dialog mit Bonn – ein Terminus, der bei seinen Vorgängern schwer vorstellbar gewesen wäre – auf die Wirkung seiner Persönlichkeit setzen, die ihre Ausstrahlung von Kraft und Unabhängigkeit hatte.“ (Börsen-Zeitung, 12. Juli 1991)

## Zitate von Klasen
- „Ich möchte prophezeien, daß es auch in den nächsten zehn Jahren keine wirkliche Inflation geben wird.“ (Bei seinem Amtsantritt Anfang 1970)[5]

(Anmerkung: das erwies sich als krasse Fehleinschätzung: die 1970er Jahre waren geprägt durch eine Stagflation; 1971 brach das System von Bretton Woods zusammen; nach der ersten Ölkrise setzte die ÖTV Lohnerhöhungen von etwa 11 % durch („Kluncker-Runde“, siehe auch Lohn-Preis-Spirale und Preis-Lohn-Spirale); Petrodollar; Staatsverschuldung der Vereinigten Staaten; Eurosklerose).
- 1974: „Die Stabilität hört auf, wenn in einem Jahr die Geldentwertungsrate die 2-Prozent-Grenze überschreitet. Aber auch danach geht es nicht sofort in eine Inflation über. Für mich ist die Inflation eine starke Verringerung der Kaufkraft in schneller, sich ständig steigernder Weise.“ (Hamburger Abendblatt, 31. Oktober 1974)[6]

- 1975: „Die Vollbeschäftigung kann dauerhaft nur durch Stabilitätspolitik zurückgewonnen werden, nicht aber durch mehr Inflation.“ (Vortrag in Frankfurt, 21. Januar 1975)[6]

- 1975: „Versucht man den Teufelskreis der Inflation zu durchbrechen, so geht das zwar nicht ohne Opfer ab. Aber je länger man damit wartet, um so größere Opfer muss man bringen. Die Wirtschaftspolitik der Bundesrepublik hat nicht gezögert, und die Früchte dieser bewussten und zunächst hart erscheinenden Politik reifen nun.“ (Handelsblatt, 30. Dezember 1975)[6]

- 1977: „Wir dürfen nicht müde werden, immer wieder darauf hinzuweisen, dass alle sich mit ihren Ansprüchen im Rahmen der Leistungsfähigkeit der Wirtschaft zu halten haben. Sondervorteile einzelner Gruppen durch Ausnutzung gegebener Machtpositionen schaden letztlich dem Ganzen und damit schließlich allen.“ (Ansprache in Hamburg, 24. Februar 1977)[6]